# Bad 25
Bad 25 es la reedición del 25.º aniversario del séptimo álbum de estudio del cantante estadounidense Michael Jackson, Bad (1987). El álbum original ha vendido 35 millones de copias en todo el mundo, lo que lo convierte en uno de los álbumes más vendidos de todos los tiempos. Este fue el segundo álbum de Jackson que fue relanzado por su 25 aniversario (Thriller 25 fue el primero). 
En una conferencia de prensa dada por la familia de Michael Jackson el 3 de mayo del 2012, el álbum, que fue el undécimo álbum más vendido de toda la historia, con ventas de entre 30 a 45 millones, fue confirmado para un relanzamiento el 18 de septiembre del 2012 con la cooperación de las discográficas Epic, Legacy y MJJ Productions. Con el álbum original, Bad 25 contiene demos inéditos, y un CD y DVD de la presentación de Jackson el 16 de julio de 1988 en el Estadio Wembley en Inglaterra.

## Lanzamiento
Anunciado en mayo del 2012 por The Michael Jackson Company LLC, varios formatos de Bad 25 fueron relanzados simultáneamente el 18 de septiembre del 2012. El álbum que es un pack de dos discos, uno que contiene el álbum original y algunos demos que fueron grabados en las sesiones de Bad, remezclas, y algunas canciones que no fueron incluidas en el álbum final. Un DVD con la presentación de Jackson el 16 de julio de 1988 en el Estadio Wembley de Londres también fue lanzado. Esta presentación del Bad World Tour a menudo ha sido aclamada como una de los mejores presentaciones de Jackson, y recibió durante varios años, muchas peticiones para que sea lanzada.
La versión de lujo del álbum, la cual es una caja recopilatoria, incluye: el pack de los dos discos con un CD y un DVD de la presentación el 16 de julio de 1988 en el Estadio de Wembley en Londres, un folleto con fotos de la sesión de grabación de Bad y fotos del detrás de escena de la filmación de los videos, un póster de dos lados y un sticker de Bad 25. Una versión de vinilo del álbum (que no incluía "Leave Me Alone") también fue lanzada . Tres canciones: "Streetwalker", "Fly Away" and "Todo Mi Amor Eres Tú" (la versión en español de "I Just Can't Stop Loving You") que aparecieron en la versión especial del 2001, también fueron incluidas.
Bad 25 es el tercer álbum lanzado por Sony Music y Motown desde la muerte de Jackson el 25 de junio del 2009

## Mercadotecnia y promoción
Pepsi ha firmado un contrato de acuerdo con la familia de Michael Jackson para hacer y vender un billón de latas, para promover el álbum, una asociación exclusiva mundial con la finca como parte de su nueva campaña "Live for Now". Esto incluirá una campaña de venta al por menor, música, eventos en vivo y oportunidades para los fanáticos de acceder a mercancías.
Pepsi planea promover el 25.º aniversario de Bad mediante la impresión de un billón de latas de Pepsi con una foto de Michael Jackson en el video de "Smooth Criminal". La edición limitada de latas que serán de 450 ml (16 onzas) saldrán a la venta y se producirán en todo el mundo.
Spike Lee ha anunciado que va a producir y dirigir un documental con el objetivo de promover el 25 aniversario de Bad, y la fecha de lanzamiento ha sido anunciada y será exhibido en el Festival de Cine de Venecia del 2012. El documental incluirá detrás de escenas de los videos musicales de las canciones del álbum Bad como "The Way You Make Me Feel" y muchos otros. También incluirá invitados que estaban produciendo el álbum con Michael para hablar sus experiencias con Michael y también a los artistas que estaban actuando o cantando en algún sencillo o video de Bad, como Sheryl Crow, que hizo un dueto con Michael en la Gira Mundial de Bad para "I Just Can't Stop Loving You ", Siedah Garrett, la artista con quien hizo el dúo original, también estará en el documental para hablar de su experiencia con Michael. Habrá influencia en artistas y artistas para hablar sobre el álbum Bad, como Cee Lo Green y muchos otros. Spike Lee dijo que el documental mostrará un lado más personal de Michael Jackson, y dijo: "Tenía un gran sentido del humor, y era divertido - así que usted verá un montón de esas cosas". El lanzamiento del documental se establecerá en el Festival de Cine de Venecia de 2012 del 29 de agosto al 8 de septiembre, y se estrenará, en la cadena ABC Family, alrededor del Día de Acción de Gracias.

## Sencillos
"I Just Can't Stop Loving You", el sencillo debut original de Bad, fue relanzado en un CD sencillo en los Estados Unidos el 5 de junio del 2011 para Walmart en exclusivo. Un demo no lanzado, llamado "Don't Be Messin' 'Round", esta en el lado B del sencillo. La canción ha sido llamada un "hermoso solo de piano y de pieza vocal" por el productor de Jackson Bruce Swedien. El sencillo, que no está disponible para su descarga digital, también ha sido lanzado en vinilo (el vinilo incluye el B-side original), "Baby Be Mine" de Thriller, en lugar de "Don't Be Messin' 'Round".
"Bad (Afrojack Remix) (DJ Buddha Edit)" con la colaboración de Pitbull fue lanzado el 14 de agosto del 2012.
"I'm So Blue" fue lanzado limitadamente en algunas radios Polacas y Chinas en diciembre de 2012.

## Crítica
El álbum recibió críticas muy positivas. Ray Rahman de Entertainment Weekly calificó al álbum con un "A", y recuerda que la caja recopilatoria es "un poderoso recordatorio de lo mucho que Bad impulso al pop", y las canciones inéditas son "verdaderos tesoros".
Los Ángeles Times, reaccionó positivamente al producto, sin embargo, tuvieron aversión a los nuevos remezclas especialmente con la colaboración de Nero, Pitbull y Afrojack. Randall Roberts dijo que "estos son terribles pistas de las casas discográficas, y son un insulto a la memoria de Michael Jackson porque lo hacen tan sin gracia".
Evan Sawdey dio la puntuación de 7/10, criticando Afrojack como "basura pura y simple", y diciendo de "Speed Demon": "termina sonando más como una canción de Nero con la voz de Michael Jackson que lo hace un verdadero remezcla de Michael Jackson.
Michael Cragg dijo que "el peor rapero del mundo es Pitbull. Él perezosamente grazna su camino a través de dos versos, escupiendo líneas tales como" Estoy tan fuera de este planeta hablo un tercer idioma que le llaman ", en cuatro años me coge con millones de dólares haciendo su moonwalk ". Justo después, dice que casi billones arreglan para el suelo la marca "ji, ji ", y que apenas enmascara el sonido lejano de Jackson revolviéndose en su tumba".

## Formatos
Edición estándar
- Un set de dos discos (álbum, disco de pistas adicionales)[16]

Edición de lujo
- Set de cuatro discos (edición estándar + CD y DVD del concierto + póster + pegatina)[17]

Edición de lujo para coleccionador
- Set de cuatro discos + exclusiva playera, audífonos, "I Just Can't Stop Loving You" (sencillo en vinilo), un paquete de reproducción del Bad World Tour[18]

Tres vinilos de 180 gramos del LP
- Tres discos de 180 gramos de vinilo que contienen una chaqueta y la versión remasterizada del álbum original Bad + todas las pistas del disco 2 de la edición de lujo[19][20]

Vinilo con figura
- Vinilo del LP (el vinilo con imagen impresa) (álbum original)[21]

Versión para Wal-Mart
- Un set de dos discos (edición estánder) + exclusiva playera[22]

iTunes Exclusivo
- Tres discos de conjunto (edición de lujo sin DVD) + Cortometraje "Bad"[23]

Exclusivo HMV
- Cinco discos de conjunto (edición de lujo + sencillo en CD)[24]

## Lista de canciones
Edición estándar
| Disco 1: Bad |                                                     |                              |                               |          |  |
| N.º          | Título                                              | Escritor(es)                 | Productor(es)                 | Duración |  |
| 1.           | «Bad»                                               | Michael Jackson              | Quincy Jones, Michael Jackson | 4:07     |  |
| 2.           | «The Way You Make Me Feel»                          | Michael Jackson              | Quincy Jones, Michael Jackson | 4:58     |  |
| 3.           | «Speed Demon»                                       | Michael Jackson              | Quincy Jones, Michael Jackson | 4:02     |  |
| 4.           | «Liberian Girl»                                     | Michael Jackson              | Quincy Jones, Michael Jackson | 3:53     |  |
| 5.           | «Just Good Friends» (con Stevie Wonder)             | Terry Britten, Graham Lyle   | Quincy Jones, Michael Jackson | 4:08     |  |
| 6.           | «Another Part of Me»                                | Michael Jackson              | Quincy Jones, Michael Jackson | 3:55     |  |
| 7.           | «Man in the Mirror»                                 | Siedah Garrett, Glen Ballard | Quincy Jones, Michael Jackson | 5:20     |  |
| 8.           | «I Just Can't Stop Loving You» (con Siedah Garrett) | Michael Jackson              | Quincy Jones, Michael Jackson | 4:13     |  |
| 9.           | «Dirty Diana»                                       | Michael Jackson              | Quincy Jones, Michael Jackson | 4:41     |  |
| 10.          | «Smooth Criminal»                                   | Michael Jackson              | Quincy Jones, Michael Jackson | 4:18     |  |
| 11.          | «Leave Me Alone»                                    | Michael Jackson              | Quincy Jones, Michael Jackson | 4:40     |  |
| 48:15        |                                                     |                              |                               |          |  |

| Disco 2: Material Extra | |                                    |                                         |          |  |
| N.º                     | Título | Escritor(es)                       | Productor(es)                           | Duración |  |
| 1.                      | «Don't Be Messin' 'Round»                                                                                   | Michael Jackson                    | Michael Jackson                         | 4:18     |  |
| 2.                      | «I'm So Blue»                                                                                               | Michael Jackson                    | Michael Jackson                         | 4:06     |  |
| 3.                      | «Song Groove (A/K/A Abortion Papers)»                                                                       | Michael Jackson                    | Michael Jackson                         | 4:25     |  |
| 4.                      | «Free» | Michael Jackson                    | Michael Jackson                         | 4:24     |  |
| 5.                      | «Price of Fame»                                                                                             | Michael Jackson                    | Michael Jackson                         | 4:32     |  |
| 6.                      | «Al Capone»                                                                                                 | Michael Jackson                    | Michael Jackson                         | 3:33     |  |
| 7.                      | «Streetwalker»                                                                                              | Michael Jackson                    | Michael Jackson                         | 5:52     |  |
| 8.                      | «Fly Away»                                                                                                  | Michael Jackson                    | Michael Jackson                         | 3:26     |  |
| 9.                      | «Todo Mi Amor Eres Tú» (con Siedah Garrett) (Versión en español de "I Just Can't Stop Loving You")          | Michael Jackson, Rubén Blades      | Quincy Jones, Michael Jackson           | 4:04     |  |
| 10.                     | «Je Ne Veux Pas la Fin de Nous» (con Siedah Garrett) (Versión en francés de "I Just Can't Stop Loving You") | Michael Jackson, Christine Decroix | Quincy Jones, Michael Jackson           | 4:07     |  |
| 11.                     | «Bad» (Afrojack Remix) (DJ Buddha Edit) (con Pitbull)                                                       | Michael Jackson, Armando Pérez     | Quincy Jones, Michael Jackson, Afrojack | 4:24     |  |
| 12.                     | «Speed Demon» (Nero Remix)                                                                                  | Michael Jackson                    | Quincy Jones, Michael Jackson, Nero     | 4:08     |  |
| 13.                     | «Bad» (Afrojack Remix) (Club Mix)                                                                           | Michael Jackson                    | Quincy Jones, Michael Jackson, Afrojack | 7:31     |  |
| 56:09                   | |                                    |                                         |          |  |

| Disco 2: Pista adicional japonesa |                                                                       |                 |                 |          |  |
| N.º                               | Título                                                                | Escritor(es)    | Productor(es)   | Duración |  |
| 14.                               | «Bad» (En vivo en el Estadio de Yokohama el 26 de septiembre de 1987) | Michael Jackson | Michael Jackson | 4:41     |  |
| 60:50                             |                                                                       |                 |                 |          |  |

Edición de lujo
| Disco 3: Live at Wembley July 16, 1988 |                                                        |                                                                                                |          |  |
| N.º                                    | Título                                                 | Escritor(es)                                                                                   | Duración |  |
| 1.                                     | «Wanna Be Startin' Somethin'»                          | Michael Jackson                                                                                | 5:18     |  |
| 2.                                     | «This Place Hotel»                                     | Michael Jackson                                                                                | 4:56     |  |
| 3.                                     | «Another Part of Me»                                   | Michael Jackson                                                                                | 4:03     |  |
| 4.                                     | «I Just Can't Stop Loving You» (dueto con Sheryl Crow) | Michael Jackson                                                                                | 4:23     |  |
| 5.                                     | «She's Out of My Life»                                 | Tom Bahler                                                                                     | 3:16     |  |
| 6.                                     | «I Want You Back/The Love You Save/I'll Be There»      | Berry Gordy, Freddie Perren, Alphonzo Mizell, Deke Richards, Bob West, Willie Hutch, Hal Davis | 5:06     |  |
| 7.                                     | «Rock with You»                                        | Rod Temperton                                                                                  | 4:05     |  |
| 8.                                     | «Human Nature»                                         | Steve Porcaro, John Bettis                                                                     | 4:29     |  |
| 9.                                     | «Smooth Criminal»                                      | Michael Jackson                                                                                | 4:41     |  |
| 10.                                    | «Dirty Diana»                                          | Michael Jackson                                                                                | 5:01     |  |
| 11.                                    | «Thriller»                                             | Rod Temperton                                                                                  | 4:28     |  |
| 12.                                    | «Workin' Day and Night»                                | Michael Jackson                                                                                | 5:55     |  |
| 13.                                    | «Beat It»                                              | Michael Jackson                                                                                | 5:44     |  |
| 14.                                    | «Billie Jean»                                          | Michael Jackson                                                                                | 5:39     |  |
| 15.                                    | «Bad»                                                  | Michael Jackson                                                                                | 4:28     |  |
| 16.                                    | «Man in the Mirror»                                    | Siedah Garrett, Glen Ballard                                                                   | 6:22     |  |
| 75:14                                  |                                                        |                                                                                                |          |  |

| DVD: Live at Wembley July 16, 1988 | |                                                                                                |          |  |
| N.º                                | Título | Escritor(es)                                                                                   | Duración |  |
| 1.                                 | «Wanna Be Startin' Somethin'» | Michael Jackson                                                                                | 6:32     |  |
| 2.                                 | «This Place Hotel» | Michael Jackson                                                                                | 4:43     |  |
| 3.                                 | «Another Part of Me» | Michael Jackson                                                                                | 4:24     |  |
| 4.                                 | «I Just Can't Stop Loving You» (dueto con Sheryl Crow)                                                                                 | Michael Jackson                                                                                | 4:55     |  |
| 5.                                 | «She's Out of My Life» | Tom Bahler                                                                                     | 3:53     |  |
| 6.                                 | «I Want You Back/The Love You Save/I'll Be There»                                                                                      | Berry Gordy, Freddie Perren, Alphonzo Mizell, Deke Richards, Bob West, Willie Hutch, Hal Davis | 7:17     |  |
| 7.                                 | «Rock with You» | Rod Temperton                                                                                  | 4:23     |  |
| 8.                                 | «Human Nature» | Steve Porcaro, John Bettis                                                                     | 5:12     |  |
| 9.                                 | «Smooth Criminal» | Michael Jackson                                                                                | 6:24     |  |
| 10.                                | «Dirty Diana» | Michael Jackson                                                                                | 6:24     |  |
| 11.                                | «Thriller» | Rod Temperton                                                                                  | 5:29     |  |
| 12.                                | «Bad Groove (The Band Jam Section)» | Greg Phillinganes                                                                              | 13:55    |  |
| 13.                                | «Workin' Day and Night» | Michael Jackson                                                                                | 7:59     |  |
| 14.                                | «Beat It» | Michael Jackson                                                                                | 6:45     |  |
| 15.                                | «Billie Jean» | Michael Jackson                                                                                | 8:36     |  |
| 16.                                | «Bad» | Michael Jackson                                                                                | 10:06    |  |
| 17.                                | «Man in the Mirror» | Siedah Garrett, Glen Ballard                                                                   | 9:24     |  |
| 18.                                | «The Way You Make Me Feel» (Realizado en el Estadio de Wembley, Londres, el 15 de julio de 1988)                                       | Michael Jackson                                                                                | 5:22     |  |
| 19.                                | «I Just Can't Stop Loving You/Bad» (dueto con Sheryl Crow) (Realizado en el Estadio de Yokohama, Yokohama el 26 de septiembre de 1987) | Michael Jackson                                                                                | 11:23    |  |
| 129:06                             | |                                                                                                |          |  |

| DVD: Videos Musicales de Bad (exclusivo de Target) |                            |                              |          |  |
| N.º                                                | Título                     | Director(es)                 | Duración |  |
| 1.                                                 | «Bad»                      | Martin Scorsese              | 4:21     |  |
| 2.                                                 | «The Way You Make Me Feel» | Joe Pytka                    | 9:24     |  |
| 3.                                                 | «Man in the Mirror»        | Don Wilson                   | 5:02     |  |
| 4.                                                 | «Dirty Diana»              | Joe Pytka                    | 5:04     |  |
| 5.                                                 | «Smooth Criminal»          | Colin Chilvers               | 4:12     |  |
| 6.                                                 | «Another Part of Me»       | Patrick T. Kelly             | 4:44     |  |
| 7.                                                 | «Speed Demon»              | Will Vinton                  | 10:08    |  |
| 8.                                                 | «Leave Me Alone»           | Jim Blashfield y Paul Diener | 4:37     |  |
| 9.                                                 | «Liberian Girl»            | Jim Yukich                   | 5:33     |  |
| 51:85                                              |                            |                              |          |  |

## Personal

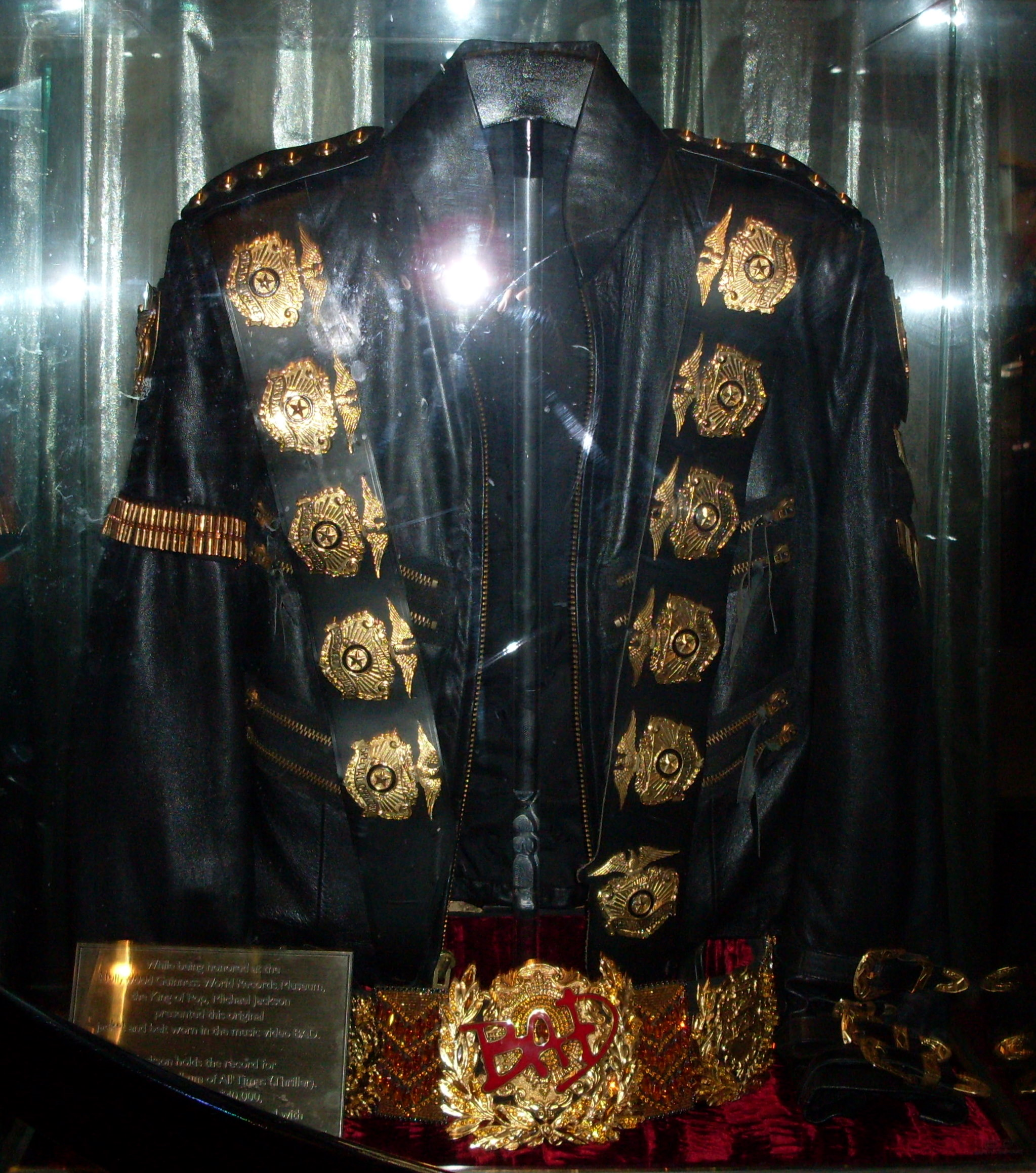
Chaqueta utilizada en la denominada "Bad Era".

- Michael Boddicker – teclado, sintetizadores, programación
- Casey Young – Synclavier, sintetizadores
- John Barnes – Piano
- Christopher Currell – teclado, guitarra digital, Synclavier, Chasquido de dedos
- Greg Phillinganes – teclado, sintetizadores
- Jimmy Smith – Órgano Hammond B3 Midi
- Steve Porcaro – sintetizador programado
- Randy Kerber  – teclado, sintetizadores
- N'dugu Chancler - batería
- Paul Leim  – batería
- John Robinson – batería
- Douglas Getschal – batería electrónica
- Miko Brando – Tambores
- Paulinho da Costa – percusión
- Ollie E. Brown – percusión
- How Now Brown Cow – percusión
- David Foster  – teclado, sintetizadores
- Steve Stevens – guitarra
- Dann Huff  – guitarra
- Gary Grant – trompeta y fliscorno
- Jerry Hey – trompeta y fliscorno
- Michael Jackson – coproductor, vocalista líder y de respaldo – batería
- Siedah Garrett - Vocales
- Stevie Wonder – artista invitado
- Paul Jackson – guitarra
- Steve Stevens – guitarra
- Louis Johnson – bajo
- Nathan East - bajo
- Quincy Jones – productor
- Anthony Marinelli – programación del sintetizador
- Dean Parks – guitarra
- Jeff Porcaro – batería, bocina
- Bill Reichenbach – trombón
- Kim Hutchcroft – Saxofón
- Larry Willams – sintetizador programado, Saxofón
- Bruce Swedien – ingeniero en sonido, mezclas
- Ezra Kliger - Arreglos de Cuerdas
- Nicholas Crabbe - Oboe Reverso
- Rubén Blades – Adaptación Letra en español en "Todo Mi Amor Eres Tú"
- Randee St. Nicholas – Fotografías
- Letta Mbulu - Vocals en Suajili
- Caiphus Semenya - Arreglos de Coros en Suajili
- Tony DeFranco – Vocals en "Todo Mi Amor Eres Tú"
- Isela Sotelo – Vocals en "Todo Mi Amor Eres Tú"
- Darlene Kolden-Hoven – Vocals en "Todo Mi Amor Eres Tú"

## Listas
|                                   | \| Lista (2012) \| Mejor posición \| \| ------------------------------------- \| ------------------------------------------ \| \| Australian Albums Chart[25] \| 14 \| \| Austrian Albums Chart[26] \| 10 \| \| Belgian Albums Chart (Flanders)[27] \| 16 \| \| Belgian Albums Chart (Wallonia)[27] \| 7 \| \| Dutch Albums Chart[27] \| 6 \| \| Finnish Albums Chart[27] \| 27 \| \| French Albums Chart[28] \| 5 \| \| German Albums Chart[27] \| 4 \| \| Greek Albums Chart[29] \| 13 \| \| Hong Kong Albums Chart[27] \| 5 \| \| Hungarian Albums Chart[30] \| 19 \| \| Irish Albums Chart[31] \| 19 \| \| Italian Albums Chart[32] \| 1 \| \| Japanese Albums Chart (Billboard)[33] \| 8 \| \| Japanese Albums Chart (Oricon)[34] \| 2 \| \| Mexican Albums Chart[35] \| 68 \| \| Norwegian Albums Chart[36] \| 20 \| \| Polish Albums Chart[37] \| 12 \| \| South Korean Albums Chart[27] \| 5 \| \| Spanish Albums Chart[38] \| 2 \| \| Swedish Albums Chart[27] \| 14 \| \| Swiss Albums Chart[39] \| 13 \| \| UK Albums Chart[40] \| 6 \| \| US Billboard 200[41] \| 23 (Edición estándar) 46 (Edición de lujo) \| \| US Billboard Catalog Albums[41] \| 1 \| |
| Lista (2012)                      | Mejor posición |
| Australian Albums Chart           | 14 |
| Austrian Albums Chart             | 10 |
| Belgian Albums Chart (Flanders)   | 16 |
| Belgian Albums Chart (Wallonia)   | 7 |
| Dutch Albums Chart                | 6 |
| Finnish Albums Chart              | 27 |
| French Albums Chart               | 5 |
| German Albums Chart               | 4 |
| Greek Albums Chart                | 13 |
| Hong Kong Albums Chart            | 5 |
| Hungarian Albums Chart            | 19 |
| Irish Albums Chart                | 19 |
| Italian Albums Chart              | 1 |
| Japanese Albums Chart (Billboard) | 8 |
| Japanese Albums Chart (Oricon)    | 2 |
| Mexican Albums Chart              | 68 |
| Norwegian Albums Chart            | 20 |
| Polish Albums Chart               | 12 |
| South Korean Albums Chart         | 5 |
| Spanish Albums Chart              | 2 |
| Swedish Albums Chart              | 14 |
| Swiss Albums Chart                | 13 |
| UK Albums Chart                   | 6 |
| US Billboard 200                  | 23 (Edición estándar) 46 (Edición de lujo) |
| US Billboard Catalog Albums       | 1 |

NOTAS: 

1 En Australia, Suiza y el Reino Unido, Bad 25 y Bad son considerados como el mismo álbum.

2 En los Estados Unidos, la versión estándar de Bad 25 Es considerado como una reedición de Bad, pero la edición de lujo se cuenta como un nuevo álbum.

## Historial de lanzamientos
| País           | Fecha                    | Discográfica                                     | Formato                            |
| -------------- | ------------------------ | ------------------------------------------------ | ---------------------------------- |
| Austria        | 14 de septiembre de 2012 | Epic Records, Legacy Recordings, MJJ Productions | CD, Grabación LP, Descarga digital |
| Alemania       | 14 de septiembre de 2012 | Epic Records, Legacy Recordings, MJJ Productions | CD, Grabación LP, Descarga digital |
| Francia        | 17 de septiembre de 2012 | Epic Records, Legacy Recordings, MJJ Productions | CD, Grabación LP, Descarga digital |
| Reino Unido    | 17 de septiembre de 2012 | Epic Records, Legacy Recordings, MJJ Productions | CD, Grabación LP, Descarga digital |
| Estados Unidos | 18 de septiembre de 2012 | Epic Records, Legacy Recordings, MJJ Productions | CD, Grabación LP, Descarga digital |
| Taiwán         | 18 de septiembre de 2012 | Epic Records, Legacy Recordings, MJJ Productions | CD, Grabación LP, Descarga digital |
| España         | 18 de septiembre de 2012 | Epic Records, Legacy Recordings, MJJ Productions | CD, Grabación LP, Descarga digital |
| Canadá         | 18 de septiembre de 2012 | Epic Records, Legacy Recordings, MJJ Productions | CD, Grabación LP, Descarga digital |
| Italia         | 18 de septiembre de 2012 | Epic Records, Legacy Recordings, MJJ Productions | CD, Grabación LP, Descarga digital |
| Japón          | 19 de septiembre de 2012 | Epic Records, Legacy Recordings, MJJ Productions | CD, Grabación LP, Descarga digital |
| India          | 27 de septiembre de 2012 | Epic Records, Legacy Recordings, MJJ Productions | CD, Grabación LP, Descarga digital |
| Filipinas      | 28 de septiembre de 2012 | Epic Records, Legacy Recordings, MJJ Productions | CD, Grabación LP, Descarga digital |
| China          | 12 de noviembre de 2012  | Epic Records, Legacy Recordings, MJJ Productions | CD, Grabación LP, Descarga digital |